# Hubert Colson
 (novembre 2015).
Hubert Colson, né à Herstal (Liège) le 15 février 1942 et mort à Paris le 5 juillet 2020, est un pâtissier et psychanalyste belge.

## Biographie
Hubert Colson suit une double formation et devient professeur de morale et de français en même temps que pâtissier. Il est marqué par la tétraplégie de sa mère, puis par son décès.
Il affirme avoir obtenu un DEA en psychopathologie - psychanalyse et se présente comme psychothérapeute clinicien et psychanalyste, tout en ouvrant une pâtisserie à Mons en 1985, puis à Brooklyn.
Il collabore à deux albums de Martine, une héroïne de bande dessinée destinée à la jeunesse, La pâtisserie avec Martine et Le « Sucré salé » avec Martine, et participe à la publication de différentes recettes de cuisine.

## Nuit des Molières
Il fait partie en 2011 de liste des 400 membre du jury privé de la Nuit des Molières.

## Publications
- La sténo en 10 leçons, Hubert Colson, Éditions Deboeck, 1971.
- Pâtisserie, une aventure pour le plaisir, Hubert Colson, Xavier Saint-Luc, Georges Schevenels; préface de Line Renaud, Érasme, Namur, 1989.
- La pâtisserie avec Martine, d'après les albums de Gilbert Delahaye et Marcel Marlier; recettes d'Hubert Colson; illustrées par Nadette Charlet, Casterman, Bruxelles, 2004 (traduit aussi en néerlandais chez le même éditeur),  (ISBN 978-2203100015).
- Le « Sucré salé » avec Martine, d'après les albums de Gilbert Delahaye et Marcel Marlier; textes et recettes d'Hubert Colson; illustrées par Nadette Charlet, Casterman, Bruxelles, 2004 (traduit aussi en néerlandais chez le même éditeur),  (ISBN 978-2203100022).
- Recettes enchantées : cuisine des terroirs autour de Mons, sous la coordination d'Hubert Colson; stylisme et photographies : Jean-Pierre Gabriel, Office de Tourisme de la Ville de Mons, Mons, 2008.
- Pétrir la vie : un psychanalyste se bat pour sa propre survie et celle de sa propre patiente, Payot, Paris, 2009.